# 200
200 (CC) var ett skottår som började en tisdag i den julianska kalendern.

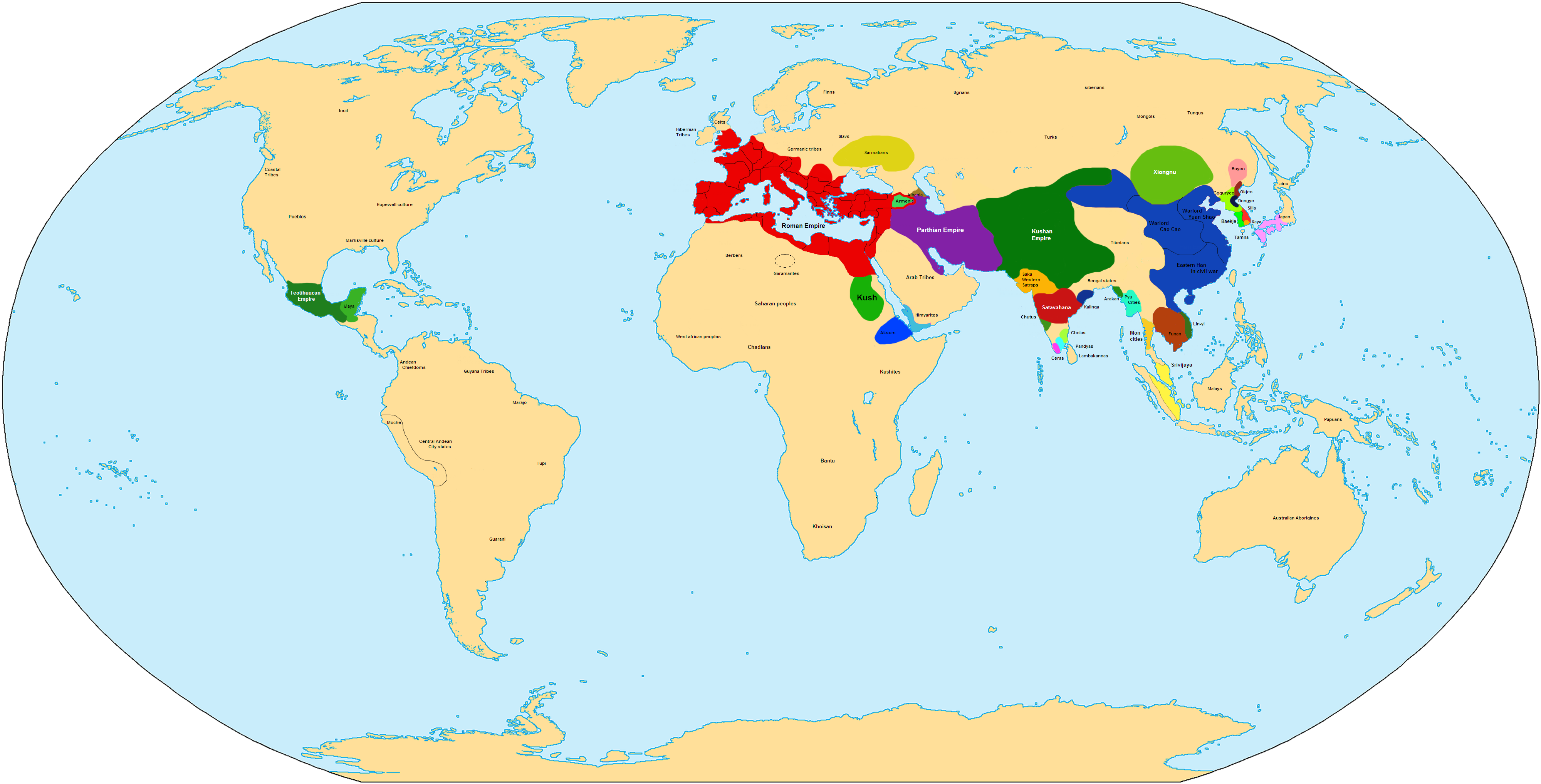
Världen år 200.
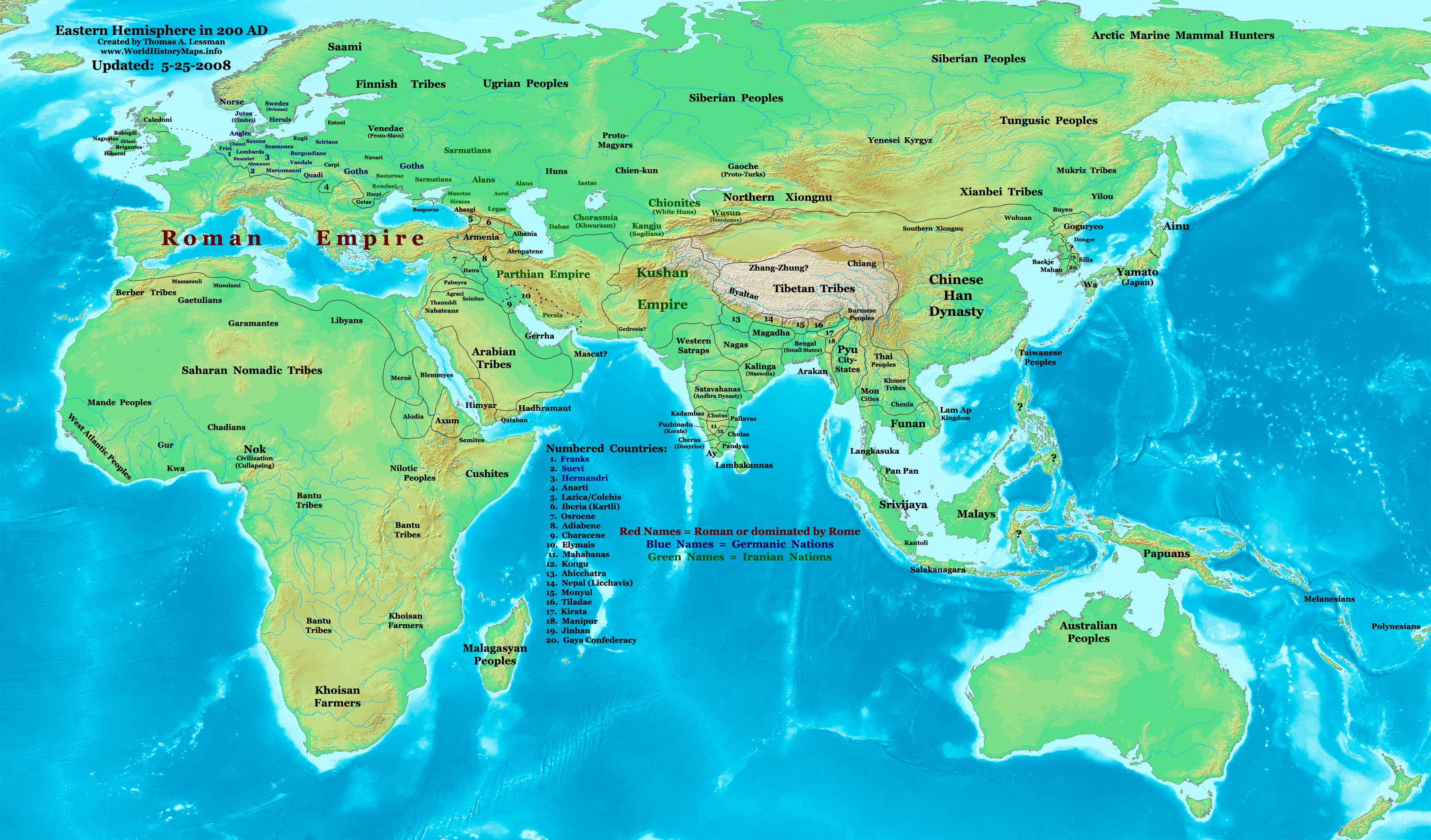
Gamla världen år 200.

## Händelser

### Okänt datum
- Septimius Severus besöker Syrien, Palestina och Arabien.
- Palestina, får ett kraftigt ekonomiskt uppsving tack vare Severus ekonomiska politik.
- Provinsen Numidia avvecklas från den afrikanske prokonsulns styre och görs om till en kejserlig provins.
- Den judiske lärde Judah ha-Nasi kodifierar Mishnah, början till skapandet av den talmudska lagen.
- Klemens av Alexandria tillåter musikinstrument att vara ett stöd för mänskliga röster i kristen musik.
- Den kinesiske krigsherren Cao Cao besegrar Yuan Shao i slaget vid Guandu.
- I Japan utökar Himiko, vars huvudstad ligger i Yamatai, sin auktoritet över ett antal klaner.
- Mayakulturens klassiska era inleds.
- Världens befolkning uppgår till omkring 257 miljoner.
- Yuan Shao uppbådar en armé med 100 000 man och marscherar till Xuchang.

## Födda
- Diofantos, grekisk matematiker
- Marcus Claudius Tacitus, romersk kejsare 275–276 (född omkring detta år)
- Novatianus, motpåve 251–258
- Valerianus, romersk kejsare 253–260 (född omkring detta år, 193 eller 195)

## Avlidna
- Sun Ce, äldre bror till grundaren av kungariket Wu, Sun Quan